# Bhoje
Bhoje (en népalais : भोंजे) est un comité de développement villageois du Népal situé dans le district de Lamjung. Au recensement de 2011, il comptait 1 992 habitants.